# Herbert Strabel
Herbert Strabel (Berlin, 1927. október 14. – Holzkirchen, 2017. október 21.) Oscar-díjas német látványtervező.

## Filmjei
Művészeti vezető
- Lokalbericht (1962, tv-film)
- Zaubereien oder Die Tücke des Objekts (1962, tv-film)
- Orden für die Wunderkinder (1963, tv-film)
- Der Nußknacker (1964, tv-film)
- Das Fräulein an der Kasse (1964, tv-film)
- Der Hund des Generals (1964, tv-film)
- Die Gardine (1964, tv-film)
- Eurydike (1964, tv-film)
- Das hab ich von Papa gelernt (1964)
- A helyzet reménytelen, de komolytalan (Situation Hopeless... But Not Serious) (1965)
- Berta Garlan (1966, tv-film)
- Az egészen nagy ügy (Das ganz große Ding) (1966, tv-film)
- Heydrich in Prag (1967, tv-film)
- Das Attentat - L.D. Trotzki (1967, tv-film)
- Othello (1968, tv-film)
- Das Haus Lunjowo (1970, tv-film)
- Ludwig Ganghofer: Der Edelweißkönig (1975)
- Kígyótojás (The Serpent's Egg) (1977)
- Utazás a fénybe (Despair) (1978)
- Magas rangú célpont (Brass Target) (1978)
- Son of Hitler (1979)
- Jelenetek a bábuk életéből (Aus dem Leben der Marionetten) (1980, tv-film)
- Lili Marleen (1981)
- Éjszakai átkelés (Night Crossing) (1982)
- Inside the Third Reich (1982, tv-film)
- Végtelen történet (Die unendliche Geschichte) (1984)
- Kedves ellenségem (Enemy Mine) (1985)

Látványtervező
- Das Bad auf der Tenne (1956)
- Königin Luise (1957)
- Immer wenn der Tag beginnt (1957)
- Solange das Herz schlägt (1958)
- Aki átmegy a falon (Ein Mann geht durch die Wand) (1959)
- Bezaubernde Arabella (1959)
- Soldatensender Calais (1960)
- Mörderspiel (1961)
- Der Vogelhändler (1962)
- Max, der Taschendieb (1962)
- Er kanns nicht lassen (1962)
- Alle Macht der Erde (1962, tv-film)
- Meine Tochter und ich (1963)
- Der Seitensprung (1964)
- Die Tochter des Brunnenmachers (1965, tv-film)
- Die Hinrichtung (1966, tv-film)
- Die Geschichte des Rittmeisters Schach von Wuthenow (1966, tv-film)
- Die Zimmerwirtin (1967, tv-film)
- Der Dreispitz (1967, tv-film)
- Der Musikboxer - Ein Schlagabtausch nach Noten (1969–1970, tv-film)
- Kabaré (Cabaret) (1972)
- Alle Menschen werden Brüder (1973)
- Eine Nacht in Venedig (1974)
- Der fliegende Holländer (1975)
- Die erste Polka (1979)
- Die wilden Fünfziger (1983)

## Díjai
- Oscar-díj (1972)